# 奶油塔
奶油塔 是一种加拿大小型挞类糕点，是典型的加拿大甜点。奶油塔的内馅由黄油、糖、糖浆、鸡蛋和干果组成，这些材料倒进塔皮里，烤到表皮酥脆，内馅半凝固。很多家庭有自己独特的奶油塔做法，因此不同糕点店做的奶油塔，在馅料和软硬程度上有很大不同。
一般情况下，英裔加拿大家庭的奶油塔包括黄油、 糖和鸡蛋，类似于法裔加拿大人的糖派或简易版的美国胡桃派。奶油塔和胡桃派最主要的区别是，胡桃派含有大量玉米糖浆，因此口感更粘稠。传统奶油塔一定含有葡萄干，另外可添加核桃和胡桃等坚果。不过纯粹主义者认为奶油塔只能有葡萄干。
其他附加成分可以包括黑醋栗、椰子、海枣、焦糖、巧克力碎屑、花生酱、枫糖浆或浓茶. 骆驼塔是深受游客喜爱的加拿大顶级甜点之一。